# Scolopendra abnormis
Scolopendra abnormis (лат.) — вид губоногих многоножек (Chilopoda) из рода сколопендр (Scolopendra), который является эндемиком острова Маврикий. Вид находится под угрозой исчезновения.